# 阿里巴巴员工被猥亵案
阿里巴巴员工被猥亵案发生于2021年7月27日，此事件引起大众对中国大陆性侵、职场性骚扰和阿里巴巴集团不健康的企业文化的关注，也是中国#MeToo事件之一，但也围绕当事人是否存在诬陷等问题上产生了争议。
2021年8月7日，阿里巴巴集团女员工周某（真实姓名未被公布，网传为周莉，花名“新月”）在网上发文，指控她于7月27日前往山东省济南市公务出差期间，在某KTV被迫陪酒继而被灌醉，之后先遭客户张国（山东华联超市员工）在KTV猥亵，後來在亞朵酒店住宿時又被其男上司王成文（花名曲一，前阿里集團旗下同城零售事業群-超市生態事業部的區域運營組長）四次进入其房间并对其实施了强奸，事后该女员工向阿里巴巴集团投诉无果。
公安机关和检察机关调查后认为周某未被强迫出差，也没有被强行灌酒；王成文未对周某实施强奸，但存在不构成犯罪的猥亵行为，被公安机关行政拘留15天；张国被检察机关以涉嫌强制猥亵罪批准逮捕。周某首次报警以及原始发文时未提及张国以及其与张国的联系，仅指控王成文一人，警方调查监控后周某才针对张国报案，2022年6月22日，济南市槐荫区人民法院对被告人张国强制猥亵案一审公开宣判，以强制猥亵罪判处被告人张国有期徒刑一年六个月。

## 调查和处理

### 济南公安和检察院
2021年7月28日中午对王成文报案，8月4日对张国报案。2021年8月8日济南市公安局槐荫分局通報关于张国的案情，但对于王成文其是否存在违法行为，警方表示仍在调查取证。
8月14日，济南市公安局槐荫分局通报调查结果，王成文、张国涉嫌强制猥亵，但无证据证明强奸。
以下为警方公布的7月27、28日两天的事件经过：
- 27日21:29，周某饮酒过多（约白酒350ml，期间并无发生强迫饮酒行为）、由张国搀扶其去呕吐，途中张国对周某实施强制猥亵。
- 22:51-22:58，王成文与济南华联超市女员工陈某丽（未饮酒）一起乘坐出租车送周某回酒店，第一次进入周某房间。
- 23:04-23:43，王成文接到周某同事电话后取消打车软件，经酒店前台确认得到周某同意后取得周某房间钥匙，第二次进入周某房间内并对周某实施强制猥亵，同时网上下单购买避孕套，但直到王成文离开房间时避孕套尚未送达。
- 28日0:13-0:21，王成文接到周某另一同事电话后，第三次进入周某房间，向其同事确认周某已睡。
- 0:24-0:26，王成文第四次进入周某房间，取走自己遗落的雨伞后离开。
- 7:14，周某与张国联系，告知房间号码，张国从家中携带一盒未开封的避孕套；
- 7:59，张国到达槐荫区济南西站亚朵轻居酒店，敲门进入周某房间后，对周某实施了强制猥亵行为；
- 9:35，张国离开周某房间时，带走周某内裤一条，避孕套（未开封）遗留在房间内。
- 此后周某与丈夫通电话，具体时刻不明
- 12:34，济南市公安局槐荫分局张庄路派出所接110报警，报警人周某称：“昨天晚上喝醉酒了，我同事送我回来，第一次送我回来是两个同事一起，后面其中有个男同事自己单独折返进入我房间，那个时候我已经喝醉了，然后可能发生一些事情，我现在想去查这个酒店的监控，酒店这边说：‘不能看，涉及用户隐私。’我这边没办法看，我想问下怎么能看下录像，是不是可以说，警察的人来过后能看录像？目前我没有受伤。”[12]
- 15:15，公安机关电话通知周某举报的王成文到派出所接受调查。

8月25日，张国因涉嫌强制猥亵被济南市槐荫区人民检察院批准逮捕，王成文正在审查过程中。
9月6日，济南市槐荫区人民检察院对王成文做出不批准逮捕决定，但济南市公安局槐荫分局依据《治安管理处罚法》第44条（猥亵他人）对其处以行政拘留15天的处罚。
2022年6月22日，济南市槐荫区人民法院对被告人张国强制猥亵案一审公开宣判，以强制猥亵罪判处被告人张国有期徒刑一年六个月。
9月2日，山东省济南市中级人民法院二审公开宣判原审被告人张国强制猥亵上诉一案，裁定驳回上诉，维持原判。

### 涉事公司
2021年8月9日凌晨，阿里巴巴董事会主席兼CEO张勇在公司内网公布此事件的阶段性内部调查结果和处理决定：
- 当事人王成文被辞退，永不录用；
- 同城零售事业群总裁李永和与人事专员徐昆引咎辞职；
- 阿里巴巴首席人力资源官童文红受记过处分。

这篇处理决定也表示，未来将在三方面进行反思和行动，包括：开展员工权益保护培训调查，开通举报通道；由外部专家和员工代表共同制定《反性骚扰行动准则》；反对现代酒桌文化，不分性别，无条件支持员工拒绝陪酒。
2021年8月9日，济南华联超市公布对此事件的处理决定，当事人张国已被辞退。
2021年12月9日，周某接受采访时表示，因“散布虚假信息”，已被公司解雇。阿里巴巴指責周某於2021年8月6日在公司食堂拉横幅、发传单、用扩音器高喊，以及内网论坛发帖等方式，散布“遭到高管强奸、公司知情不处理”等虚假信息，引发社会强烈关注，给阿里巴巴造成恶劣影响。这些行为觸發《阿里巴巴集团员工纪律制度》一类违规行为第1.5.3条“对外发表或传播不当言论，或故意捏造、散布虚构的事实，或传播未经证实的消息，造成恶劣影响”的规定。

### 当事人及其近亲属
两位当事人的妻子均对案情有所质疑，认为周某的行为在先，王成文的妻子声称是周某在返回酒店的出租车上主动摸她丈夫敏感部位，并搂抱她丈夫，陈某丽作证听到王成文说“别这样”， “对不起”等话，而张国的妻子则在微博质疑周某主动勾引了自己的丈夫，包括在餐桌上趴在张某腿上，主动加张国微信，当晚两次拨打语音通话邀张国到其房间，张国因故未到，第二天早上又打语音通话让其过去陪她。
2021年12月1日，因此案引咎辞职的阿里巴巴集团原副总裁李永和向杭州市余杭区人民法院提起诉讼，诉请法院判令被告周某在全国性网站首页显著位置连续15日书面向原告赔礼道歉，为原告消除影响、恢复名誉并索赔人民币1元，法院对该起诉讼已依法受理立案。而被告周某的代理律师已向法院递交答辩状和中止审理申请。

## 影响
本案也带动了其他类似案件被曝光，2021年8月8日，滴滴出行前女員工控訴2020年7月在公司飯局被侵犯，告知公司後反被滴滴開除，负责该案的興化市公安局最终因證據不足不予立案。
有报道指出，王成文曾面试字节跳动公司，且通过第一轮初筛。相关人员表示属实，该面试系在事件曝光前进行，面试官与人资人员在当时并不知实情。在核查后，字节跳动已于人才库中备注情况，王成文的招聘流程现被无限期终止。
2021年8月9日，《人民日報》旗下「踏浪青年」刊登題為《鋭評阿里王成文性侵事件》的文章，警告大型互联网企業「勿妄想像韩国财阀一樣控制一切」。